# Чемпионат России по русским шашкам среди мужчин 2005 (классическая программа)
Чемпионат России по русским шашкам среди мужчин 2005 года в классической программе (основной программе) проводился в Адлере с 24 сентября по 9 октября. Главный судья: международный арбитр Н. Ермалёнок. Главный секретарь: судья I категории Д. Посадский.

## Формат соревнования
Проводился по швейцарской системе в 11 туров. Контроль времени: 45 минут до конца партии.
Участники играли друг с другом по четыре партии с жеребьёвкой 1-го полухода в каждой паре партий. 

## Итоговая таблица
| Место | ФИО                               | Звание | Рейтинг | Место проживания | Очки |
| ----- | --------------------------------- | ------ | ------- | ---------------- | ---- |
| 1     | Скрабов Владимир Васильевич       | мгр    | 2719    | Ярославль        | 8    |
| 2     | Дашков Олег Николаевич            | мгр    | 2720    | Самара           | 8    |
| 3     | Абациев Николай Васильевич        | мгр    | 2695    | Московская обл.  | 8    |
| 4     | Калачников Андрей Александрович   | гр     | 2673    | Москва           | 8    |
| 5     | Стручков Николай Константинович   | мс     | 2611    | Москва           | 8    |
| 6     | Савенок Александр Борисович       | мс     | 2606    | Санкт-Петербург  | 7½   |
| 7     | Цинман Дмитрий Львович            | гр     | 2671    | Казань           | 7½   |
| 8     | Беликов Антон Аркадьевич          | гр     | 2644    | Орск             | 7½   |
| 9     | Пойлов Сергей Константинович      | мс     | 2522    | Киров            | 7    |
| 10    | Кириллов Юрий Викторович          | гр     | 2656    | Нижний Тагил     | 7    |
| 11    | Макаров Николай Викторович        | гр     | 2655    | Ступино          | 7    |
| 12    | Созинов Антон Викторович          | гр     | 2639    | Екатеринбург     | 7    |
| 13    | Гетманский Григорий Эдуардович    | мс     | 2515    | Тула             | 7    |
| 14    | Поликарпов Олег Юрьевич           | мс     | 2604    | Ярославль        | 6½   |
| 15    | Горюнов Михаил Юрьевич            | мгр    | 2705    | ХМАО-Югра        | 6½   |
| 16    | Епифанцев Евгений Иванович        | гр     | 2568    | Иркутск          | 6½   |
| 17    | Беликов Аркадий Геннадьевич       | мс     | 2589    | Орск             | 6½   |
| 18    | Мартынов Александр Вениаминович   | мс     | 2614    | Цимлянск         | 6½   |
| 19    | Саршаев Мажит Сабитович           | кмс    | 2379    | с. Новинка       | 6½   |
| 20    | Малинин Михаил Владимирович       | мс     | 2447    | Ярославль        | 6½   |
| 21    | Шогин Денис Германович            | мс     | 2527    | Казань           | 6½   |
| 22    | Холин Олег Евгеньевич             | мс     | 2532    | Жуковка          | 6½   |
| 23    | Свечников Владимир Владимирович   | гр     | 2618    | Киров            | 6½   |
| 24    | Драгунов Алексей Викторович       | мгр    | 2488    | Калуга           | 6½   |
| 25    | Цыганов Александр Евгеньевич      | кмс    | 2475    | Красноярск       | 6½   |
| 26    | Никифоров Дмитрий Константинович  | мс     | 2444    | Иркутск          | 6½   |
| 27    | Меркин Владимир Яковлевич         | мс     | 2616    | Санкт-Петербург  | 6    |
| 28    | Саядян Левон Акопович             | гр     | 2587    | Пятигорск        | 6    |
| 29    | Патрушев Андрей Леонидович        | мс     | 2456    | Пермь            | 6    |
| 30    | Ангряев Убуша Борисович           | мс     | 2483    | Астрахань        | 6    |
| 31    | Павлов Игорь Анатольевич          | мс     | 2558    | Канск            | 6    |
| 32    | Шонин Алексей Сергеевич           | мс     | 2484    | Челябинск        | 6    |
| 33    | Ничипуренко Денис Вадимович       | мс     | 2458    | Челябинск        | 6    |
| 34    | Крайний Сергей Викторович         | мс     | 2505    | Краснодар        | 6    |
| 35    | Кратнов Александр Сергеевич       | мс     | 2561    | Рыбинск          | 6    |
| 36    | Брюховецкий Евгений Алексеевич    | кмс    | 2411    | Новочеркасск     | 6    |
| 37    | Ващенко Сергей Леонидович         | мс     | 2402    | Рязань           | 6    |
| 38    | Халтагаров Александр Викторович   | кмс    | 2361    | Улан-Удэ         | 6    |
| 39    | Костарев Иван Борисович           | кмс    | 2350.   | Лысьва           | 6    |
| 40    | Быков Сергей Михайлович           | кмс    | 2477    | Тула             | 6    |
| 41    | Кадыров Азамат Равильевич         | мс     | 2449    | Астрахань        | 5½   |
| 42    | Дукаев Эдгар Джемалович           | кмс    | 2456    | Миллерово        | 5½   |
| 43    | Захаров Алексей Игоревич          | кмс    | 2364    | Тольятти         | 5½   |
| 44    | Мельничук Павел Николаевич        | кмс    | 2387    | Челябинск        | 5½   |
| 45    | Овсянников Максим Анатольевич     | кмс    | 2349    | Иркутск          | 5½   |
| 46    | Толдин Максим Валерьевич          | кмс    | 2425    | Новочеркасск     | 5½   |
| 47    | Румянцев Александр Дмитриевич     | кмс    | 2392    | Калуга           | 5    |
| 48    | Байрамуков Умар Юсуфович          | кмс    | 2385    | Кисловодск       | 5    |
| 49    | Сусидко Сергей Александрович      | кмс    | 2451    | ХМАО-Югра        | 5    |
| 50    | Недзельский Анатолий Робертович   | кмс    | 2469    | Сочи             | 5    |
| 51    | Федосеев Андрей Владимирович      | кмс    | 2363    | Кирсанов         | 5    |
| 52    | Иноземцев Евгений Михайлович      | кмс    | 2350.   | Тольятти         | 5    |
| 53    | Алдушин Вячеслав Юрьевич          | кмс    | 2360    | Новотроицк       | 5    |
| 54    | Чекеев Александр Алексеевич       | мс     | 2428    | Чита             | 5    |
| 55    | Поминчук Иван Андреевич           | кмс    | 2373    | Волжский         | 5    |
| 56    | Драгунов Виктор Павлович          | кмс    | 2316    | Самара           | 5    |
| 57    | Еськов Евгений Сергеевич          | кмс    | 2324    | Новотроицк       | 5    |
| 58    | Биткулов Артур Ризахтович         | кмс    | 2395    | Челябинск        | 4½   |
| 59    | Ананев Александр Николаевич       | кмс    | 2421    | Цимлянск         | 4½   |
| 60    | Караманян Даниил Вагаршакович     | мс     | 2474    | Сочи             | 4½   |
| 61    | Глухов Валентин Васильевич        | мс     | 2400    | Липецк           | 4½   |
| 62    | Устькачкинцев Владимир Феликсович | кмс    | 2319    | Пермь            | 4½   |
| 63    | Ягодин Антон Иванович             | кмс    | 2350.   | Красноярск       | 4    |
| 64    | Букреев Александр Викторович      | кмс    | 2316    | Кормиловка       | 4    |
| 65    | Елисеев Александр Васильевич      | кмс    | 2300    | Краснокаменск    | 4    |
| 66    | Шалимов Иван Павлович             | кмс    | 2391    | Липецк           | 4    |
| 67    | Алин Александр Семёнович          | кмс    | 2346    | Челябинск        | 4    |
| 68    | Сунгурдян Эдуард Диранович        | кмс    | 2259    | Сочи             | 4    |
| 69    | Кормилицын Антон Викторович       | кмс    | 2327    | Москва           | 4    |
| 70    | Саввин Валерий Петрович           | кмс    | 2350    | Талнах           | 4    |
| 71    | Коломейцев Анатолий Иванович      | мс     | 2412    | Сызрань          | 3½   |
| 72    | Постников Вячеслав Юрьевич        | кмс    | 2298    | Серов            | 3½   |
| 73    | Карпов Виктор Михайлович          | кмс    | 2358    | Челябинск        | 3    |
| 74    | Пашян Ованес Модилович            | кмс    | 2267    | Сочи             | 3    |
| 75    | Задорин Сергей Викторович         | кмс    | 2319    | Челябинск        | 2½   |
| 76    | Сидоров Лев Николаевич            | кмс    | 2386    | Саров            | 2    |
| 77    | Сумлинский Владимир Яковлевич     | кмс    | 2289    | Кисловодск       | 2    |
| 78    | Аношин Юрий Михайлович            | кмс    | 2330    | Саров            | 1½   |
| 79    | Сметанин Юрий Михайлович          | мс     | 2397    | Саров            | 1½   |
| 80    | Козельский Валентин Борисович     | кмс    | 2290    | Кисловодск       | 1    |